# نظرية قوس قزح الجذابية

نظرية قوس قزح الجاذبية تطرح أن الجاذبية تؤثر على أطوال الموجة كما يؤثر الموشور على الضوء

نظرية قوس قزح الجاذبية هي نظرية تفترض أن الأطوال الموجية المختلفة للضوء تتأثر بمستويات مختلفة من قوة الجاذبية وتتفرق كما يحلل موشورٌ الضوءَ الأبيض إلى ألوان الطيف. هذه الظاهرة، إن صحت، لا يمكن أن تلاحظ في أماكن قليلة الجاذبية نسبيا، مثل كوكب الأرض، إنما في أماكن ذات جاذبية شديدة جداً مثل الثقب الأسود. هكذا، النظرية تنكر أن الكون له بداية أو انفجار عظيم حيث أن نظرية الانفجار العظيم تعتمد على تأثر كل أطوال الموجة بالجاذبية بنفس الدرجة. النظرية قدمها عالِمان الفيزيائيان لي سمولين وجواو ماگيجو عام 2003 وتدعي أنها تسد الفجوة بين النسبية العامة وميكانيكا الكم. وحاليا يحاول العلماء أن يكشفو عن الجاذبية القوسقزحية باستخدام مصادم الهدرونات الكبير.